# Урсоловка
Урсоловка (укр. Урсолівка) — село в Веселиновском районе Николаевской области Украины.
Основано в 1923 году. Население по переписи 2001 года составляло 139 человек. Почтовый индекс — 57020. Телефонный код — 5163. Занимает площадь 0,966 км².

## Местный совет
57020, Николаевская обл., Веселиновский р-н, с. Николаевка, ул. Одесская, 35